# سیارک ۸۴۰۹
سیارک ۸۴۰۹ (به انگلیسی: 8409 Valentaugustus، نامگذاری:1995WB43) هشت هزار و چهارصد و نهمین سیارک کشف شده‌است که در ۲۸ نوامبر ۱۹۹۵ کشف شد.
قدر مطلق سیارک برابر ۳۷.۱ است.